# Željko Škuljević
Željko Škuljević (Zenica, 28. avgust 1953 — Zenica, 4. februar 2019) bio je bosanskohercegovački književnik, pisac, književni kritičar, esejista, sociolog i savremeni filozof. Završio je studije sociologije, magistrirao filozofiju nauke u Zagrebu, a doktorirao tezom iz filozofije u Sarajevu 1991. godine. Do sada je objavio značajan broj filozofskih, socioloških i književnokritičkih radova. Bio je član Društva pisaca BiH, Asocijacije nezavisnih intelektualaca Krug 99 i Hrvatskog filozofskog društva. Redovno je predavao na Univerzitetu u Zenici, pokrivajući nastavne kolegijume iz oblasti filozofije i sociologije.

## Objavljena djela
Poezija
- Govorenja između, 1983.
- Ledeni nokturno, 1986.
- Pokrenuše se čuda, 1988.
- Bosanske elegije, 1993.
- Orfejev povratak, 1996.
- Francuski dnevnik, imaginacije, 2008.

Eseji
- BOSANSKI BREVIJAR, 1998.

Filozofija
- Filozofski podsjetnik, 1994.
- Dijalog sa Sokratom, 1996.
- Filozofija između originalnosti i eklekticizma, 1997.
- Filozofski podsjetnik II (dopunjeno i prošireno izdanje), 2000.
- Sofistika kao istina privida, 2002.
- Ogledi iz grčke filozofije, 2003.
- Od sofista do Ničea, 2003.
- Pozornica kirenaičke misli, 2008.
- , 2011.
- Manifest ateizma, 2012.
- Marks i Grci, 2014.
- Malizam i indiferentizam, 2015.
- Ničeova hibristika, 2015.

## Spoljašnje veze
- Oslobođenje
- UNVI